# Touin
Touin (en macédonien Туин ; en albanais Tuini) est un village de l'ouest de la Macédoine du Nord, situé dans la municipalité de Kitchevo. Le village comptait 1476 habitants en 2002. Il est majoritairement albanais.

## Démographie
Lors du recensement de 2002, le village comptait :
- Albanais : 1 465
- Macédoine : 8
- Autres : 3